# Edward MacDowell

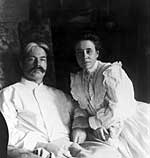
Edward und Marian MacDowell, um 1905

Edward Alexander MacDowell (* 18. Dezember 1860 in New York City; † 23. Januar 1908 ebenda) war ein bedeutender US-amerikanischer Komponist und Pianist.

## Leben und Wirken
MacDowell erhielt eine Klavierausbildung bei Teresa Carreño und studierte ab 1876 in Paris bei Antoine François Marmontel und Marie-Gabriel-Augustin Savard, in Wiesbaden bei Louis Ehlert sowie bei Joachim Raff und Carl Heymann an Dr. Hoch’s Konservatorium (Frankfurt am Main). 1888 kehrte er in die USA zurück und gründete die American Academy of Arts and Letters und die Künstlerkolonie MacDowell Colony in Peterborough, New Hampshire. Acht Jahre arbeitete er als Komponist und Pianist mit dem Boston Symphony Orchestra zusammen. 1896 wurde er der erste Professor für Kunst und Musik an der Columbia University in New York City.
Als erster amerikanischer Komponist überhaupt gewann er den Respekt der Europäer. Seine Bekanntheit basiert auf seinen Klavierwerken und den Vertonungen von Gedichten deutscher Lyriker wie Heine und Goethe.

## Werke (Auswahl)

### Orchester
- Klavierkonzert Nr. 1 in a-Moll, op. 15 (1884)[2]
- Hamlet and Ophelia, op. 22 (1885)
- Klavierkonzert Nr. 2 in d-Moll, op. 23 (1890)
- Lancelot and Elaine, op. 25 (1888)
- Lamia, op. 29 (1908)
- Suite Nr. 1, op. 42 (1891)
- Suite Nr. 2 Indian Suite, op. 48 (1897)

### Klavier
- Second modern suite, op. 14 (1883)
- Forest Idyls (Wald-Idyllen), op. 19 (1884)
- Sechs Idyllen nach Goethe, op. 28 (1887, rev. 1901)
- Sechs Gedichte nach Heine, op. 31 (1887, rev. 1901)
- Sonate Nr. 1 Tragica in g-Moll, op. 45 (1893)
- Sonate Nr. 2 Eroica in g-Moll, op. 50 (1895)
- Woodland Sketches (Amerikanische Wald-Idyllen), op. 51 (1896)
- Sonate Nr. 3 Norse in d-Moll, op. 57 (1900)
- Sonate Nr. 4 Keltic in e-Moll, op. 59 (1900)
- New England Idyls, op. 62 (1902)